# 神野聖人
神野 聖人（かみの まさと、1994年6月6日 - ）は、日本の男性プロレスラー。プロレスリングBASARA所属。奈良県出身。血液型O型。

## 経歴
- 2017年8月5日 - DNA新宿FACE大会でデビュー。
- 2018年12月1日 - プロレスリングBASARAに移籍。

## 得意技
ラリアット
バーディクト
フラップジャック
魔神風車固め

## 人物・エピソード
- 練習生としてはMAOと同期で、ケガに悩まされてなかなかデビューできず、高木三四郎からも一度はリングアナウンサー転向を打診されたほど。
- KAIENTAI DOJOの練習生だった過去を持つ。
- デビュー時から豪華なコスチューム、ガウンを着こんでいたことから話題となる。これは髪型も含めジョジョの奇妙な冒険・DIOをイメージしたもの[1]。

## タイトル歴
プロレスリングBASARA
- IRON FIST TAG王座

TTTプロレスリング
- TTT認定インディー統一6人タッグ王座

## 入場曲
- オリジナル曲（BASARA移籍以降）
- 「ディオのテーマ～貧弱貧弱ゥ～～ッ!!」 ／ 「ジョジョの奇妙な冒険 オールスターバトル」BGM（DNA在籍時）